# Акт о защите аборигенов (1869)
Акт о защите аборигенов — документ, принятый в 1869 году в британской колонии Виктория Комитетом по защите аборигенов. По нему аборигенам Виктории предоставлялось покровительство и защита британского правительства. Оно устраивало их свадьбы, обеспечивало их работой и жильём.

## Основные положения акта
Акт был одним из преобразований в серии реформ 1860—1870-х годов (в частности, власти должны были обеспечить образование всего населения колонии). Контроль над жизнедеятельностью аборигенов со стороны властей лишил их свободы. Комитет на своё усмотрение давал им работу и проживание, подбирал им пары. Детей аборигенов забирали из семей.

## Последствия
В 1886 году в Виктории был принят Акт о смешанных расах (Half-Caste Act). Аборигенов, вместо обособленных посёлков и резерваций, стали расселять среди белого населения с целью их полной ассимиляции. Это стало причиной их полного обнищания. Затем последовали более гуманные акты: Акт об аборигенах (1910) и Акт о землях аборигенов (1970).